# Perrine (cràter)

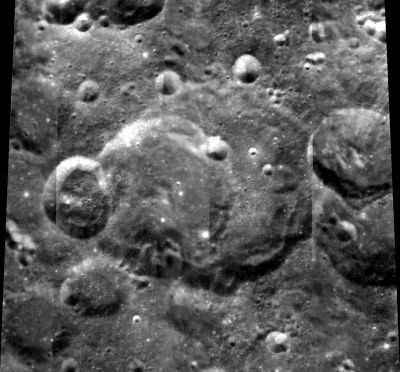
Fotografia de la missió Clementine (1994)

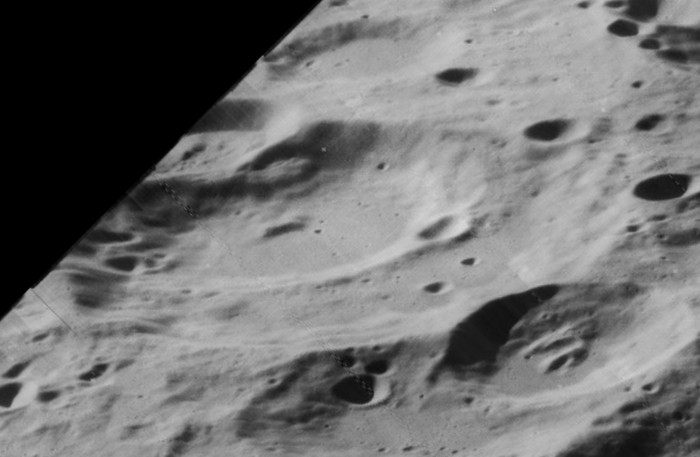
Imatge obliqua de la missió Lunar Orbiter 5, mirant a l'oest

Perrine és un cràter d'impacte que es troba en l'hemisferi nord de la cara oculta de la Lluna, a l'oest de la gran planicie emmurallada del cràter Landau, i al nord-est del cràter Charlier. Al nord-nord-oest apareix el cràter Gullstrand, una mica més petit.
|  |

És una formació inusual, integrada en una cadena de cràters connectats entre si. Els dos terços occidentals de Perrine estan coberts per Perrine S, lleugerament més petit, de manera que Perrine té forma de mitja lluna. La vora occidental de Perrine S està cobert per l'encara més petit Perrine T. Perrine S té una vora exterior desgastada, i un petit pic central al centre de la seva plataforma interior.
La vora restant de Perrine apareix desgastat i erosionat, amb el parell de cràters satèl·lit superposats Perrine I i Perrine G que envaeixen lleugerament el sector aquest del brocal. Un cràter més petit interromp l'extrem sud-oest de la vora exterior, i un altre parell de petits cràters estan units al bord nord.
Només roman una reduïda porció del sòl interior de Perrine, formant una superfície en forma de mitja lluna entre les rampes exteriors de Perrine S i la paret interior del propi Perrine. Està marcat per un parell de petits cràters en la seva meitat nord.

## Cràters satèl·lit
Per convenció aquests elements són identificats en els mapes lunars posant la lletra en el costat del punt mitjà del cràter que està més proper a Perrine.
|         | \| Perrine \| Coordenades \| Diàmetre \| \| ------- \| -------------------------------------- \| -------- \| \| E \| 42° 48′ N, 124° 54′ O / 42.8°N,124.9°O \| 40 km \| \| G \| 42° 06′ N, 124° 36′ O / 42.1°N,124.6°O \| 58 km \| \| L \| 39° 12′ N, 127° 12′ O / 39.2°N,127.2°O \| 37 km \| \| S \| 42° 30′ N, 128° 36′ O / 42.5°N,128.6°O \| 63 km \| \| T \| 42° 24′ N, 130° 12′ O / 42.4°N,130.2°O \| 34 km \| |          |
| Perrine | Coordenades | Diàmetre |
| E       | 42° 48′ N, 124° 54′ O / 42.8°N,124.9°O | 40 km    |
| G       | 42° 06′ N, 124° 36′ O / 42.1°N,124.6°O | 58 km    |
| L       | 39° 12′ N, 127° 12′ O / 39.2°N,127.2°O | 37 km    |
| S       | 42° 30′ N, 128° 36′ O / 42.5°N,128.6°O | 63 km    |
| T       | 42° 24′ N, 130° 12′ O / 42.4°N,130.2°O | 34 km    |